# Til Barsip
Koordinaten: 36° 42′ 5″ N, 38° 5′ 11,5″ O
Til Barsip ist der antike Name des heutigen Tell Aḥmar („Roter Hügel“) am Ostufer des Euphrat gegenüber der Mündung des Sadschur. Es war die Hauptstadt des aramäischen Kleinreiches von Bit Adini. Der einheimische Name in hethitischer Zeit war Mazuwati und in der Eisenzeit hieroglyphenluwisch Masuwari. In assyrischen Inschriften von Šulmanu-ašared III. (regierte 858–824) heißt der Ort Til Barsip. Der assyrische König benannte ihn nach seiner Eroberung 856 in Kar-Šulmanu-asared (Kar Salmanasser) um, der alte Name blieb jedoch weiterhin und sogar überwiegend in Gebrauch. In der Antike hieß der Ort Bersiba (Βέρσιβα).

## Stadtbild

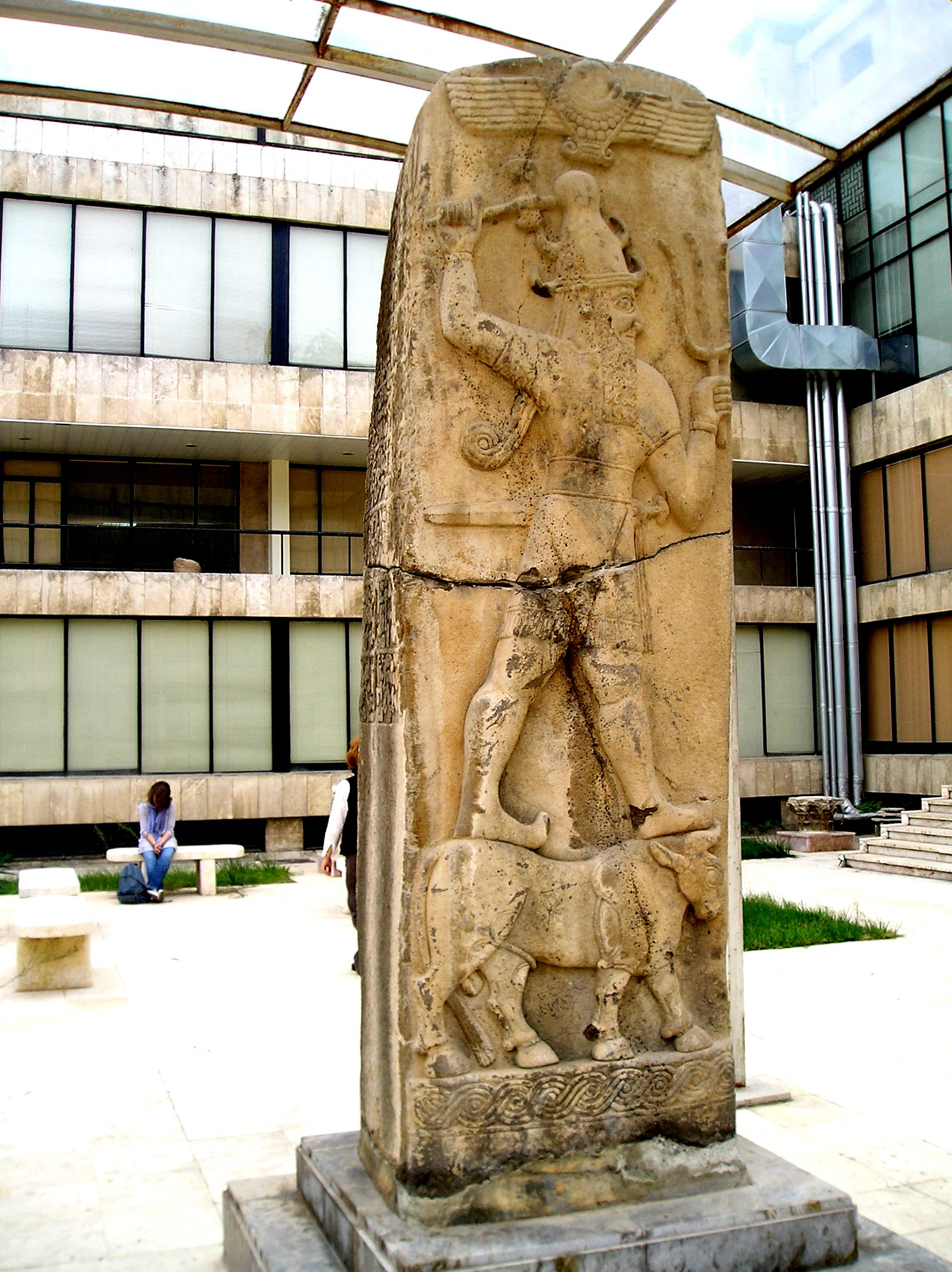
Orthostatenrelief des Wettergotts, Museum Aleppo

Tell Aḥmar liegt in Nordsyrien etwa 20 Kilometer südlich von Karkemiš (türkische Grenze). Der antike Siedlungshügel erhebt sich inmitten einer fruchtbaren Flussebene. Der Ort hatte früher an einem Kreuzungspunkt von Fernstraßen strategische Bedeutung. Er gliederte sich halbkreisförmig in eine Akropolis, eine Mittelstadt westlich davon und in eine Unterstadt im Norden. Die Stadtfläche betrug 60 Hektar.

## Geschichte
Die frühesten Siedlungsspuren (Keramikfunde) stammen aus der Obed-Zeit des 5. Jahrtausends v. Chr. Eine kleine Siedlung ist ab Anfang des 3. Jahrtausends nachweisbar. Aus der Mitte des 3. Jahrtausends stammt ein großes Kammergrab (Hypogäum), das am Rand des Hügels freigelegt wurde. In der Eisenzeit, Ende des 2. Jahrtausends, war die Stadt überregional bedeutend. Sie wurde von den Hethitern erobert, der Palast stammt aus assyrischer Zeit. Die Stadt war ein Zentrum der Verehrung des Wettergottes, es wurde auch eine späthethitische Statue desselben aus dem 10. oder 9. Jahrhundert v. Chr. gefunden, die sich derzeit im Louvre befindet. Aus Til Barsip stammt auch eine Statue des assyrischen Königs Assurhaddon.
In nachassyrischer Zeit war der Ort weiterhin besiedelt. Der griechische Geograph Ptolemaios nannte den Ort Bersiba. In spätantiker Zeit wurde er aufgegeben. Erst Mitte des 19. Jahrhunderts erfolgte auf dem Siedlungshügel eine Neubesiedlung.

## Herrscher
Aus hieroglyphenluwischen Inschriften sind sieben Herrscher bekannt, jedoch nicht alle namentlich.
| Name               | Regierungszeit                       | Anmerkungen                    |
| ------------------ | ------------------------------------ | ------------------------------ |
| Hapatila           | spätes 10. bis frühes 9. Jahrhundert | Dynastie A                     |
| Ariyahina          | spätes 10. bis frühes 9. Jahrhundert | Enkel von Hapatila, Dynastie A |
| Vater von Hamiyata | spätes 10. bis frühes 9. Jahrhundert | Usurpator, Dynastie B          |
| Hamiyata           | spätes 10. bis frühes 9. Jahrhundert | Dynastie B                     |
| Sohn von Hamiyata  | frühes bis mittleres 9. Jahrhundert  | Dynastie B                     |
| Sohn von Ariyahina | Mitte 9. Jahrhundert                 | Dynastie A                     |
| Aḫuni              | 856                                  | Bit-Adini                      |

## Ausgrabungen
Die ersten Grabungen führte 1908 David G. Hogarth durch, der einen Löwen mit Keilschrift fand. 1929 bis 1931 legten französische Ausgräber unter François Thureau-Dangin den assyrischen Palast frei. In den 1980er Jahren war Guy Bunnens von der Universität Lüttich hier tätig. Die moderne Wohnbebauung ließ bisher nur Sondierungsschnitte zu. Das Wasser des Euphrat reicht seit Fertigstellung der Tabqa-Talsperre bis an den Siedlungshügel heran.